# Etheostoma tetrazonum
Etheostoma tetrazonum är en fiskart som först beskrevs av Carl Leavitt Hubbs och John D. Black, 1940.  Etheostoma tetrazonum ingår i släktet Etheostoma och familjen abborrfiskar. Inga underarter finns listade i Catalogue of Life.